# 책의 역사

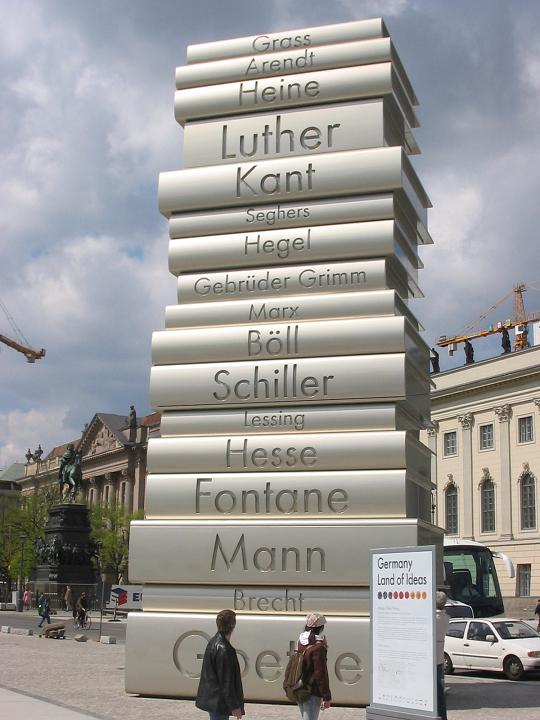
독일 베를린의 아이디어 거리에 있는 책 더미 모양의 12미터 높이 조각품은 근대 인쇄술의 발명을 기념하고 있다.

책의 역사(영어: history of books)는 1980년대에 학문 분야로 인정을 받았다. 이 분야의 공헌자에는 텍스트 학문, 부호학, 서지학, 문헌학, 고문자학, 미술사, 사회사 및 문화사 분야의 전문가들이 포함된다. 책의 주요 목적은 책 안에 포함된 텍스트 뿐만 아니라 하나의 객체로서의 책이 독자와 단어 사이의 상호작용을 전달하는 통로임을 보여주는 것이다.

## 같이 보기
- 책